# Godesberger Privatschule

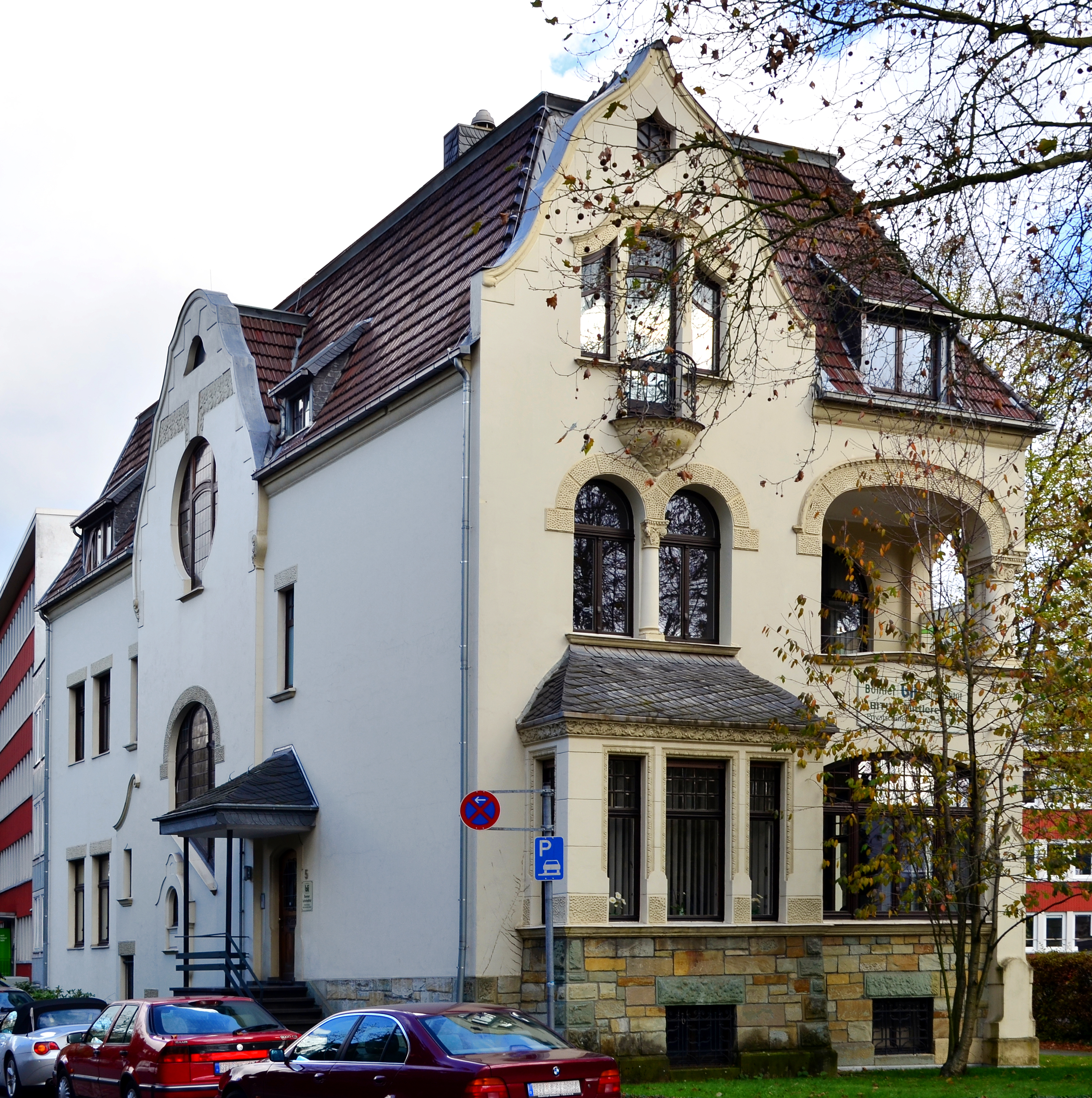
Godesberger Privatschule in der Jugendstilvilla

Die Godesberger Privatschule – früher Bonner Lehrinstitut – ist eine staatlich anerkannte private Ergänzungsschule im Bonner Stadtbezirk Bad Godesberg. Sie ist nach § 34 des Schulgesetzes Nordrhein-Westfalen staatlich anerkannt und besitzt die unbefristete Genehmigung, schulpflichtige Kinder zu unterrichten. Die Schule hat ca. 80 Schüler, die von 10 Lehrkräften unterrichtet werden sowie einen Gymnasial- und Realschulzweig ab Klasse 7. Das Einzugsgebiet der Schüler ist groß und reicht von Köln bis nach Koblenz und von Euskirchen bis nach Siegburg. Die Klassen sind mit einer Größe von 5 bis durchschnittlich 10, teils auch 15 Schülern, klein gehalten was laut der Schulleitung eine individuellere Förderung und Widmung seitens der Lehrer ermöglicht.

## Geschichte
Die Privatschule wurde 1972 unter dem Namen Bonner Lehrinstitut (BLI) gegründet. Im August 2012 wurde die Schule anlässlich des 40-Jährigen Bestehen in Godesberger Privatschule umbenannt.

## Schulabschlüsse
Die Schule führt frühestens ab dem 8. Schuljahr zur Mittleren Reife und zum Abitur nach dem G9-Prinzip.
Die durch staatliche Abschlussprüfungen erworbenen Abschlüsse sind denen öffentlicher Schulen gleichgestellt.

## Lage
Das Bonner Lehrinstitut liegt im Bonner Stadtbezirk Bad Godesberg, nahe dem Bahnhof Bad Godesberg.
Bei dem Schulgebäude handelt es sich um eine denkmalgeschützte Jugendstilvilla mit einer Größe von 600 Quadratmeter.